# 現人神
現人神（あらひとがみ、旧字体：現人神󠄀）は、「この世に人間の姿で現れた神」を意味する言葉。現御神、現つ御神、現神、現つ神、明神とも言う（読みは全て「あきつみかみ」又は「あきつかみ」のどちらかである。）。荒人神とも書く。
また、生きながらも死者と同じ尊厳を持つ。という意味もある
「人間でありながら、同時に神である」という語義でも用い、主に第二次世界大戦終結まで天皇を指す語として用いられた。後述する「人間宣言」では「現御神」の語を使用している。
本来は一定期間カミオロシなどのシャーマニズム的行為を続けた人間を指す言葉であった。
日本古来の神概念については神 (神道)を参照のこと。

## 概要
その起源は古く、日本書紀の景行紀において日本武尊が蝦夷の王に対して、「吾は是、現人神の子なり」とのたまうとあり、万葉集にも天皇を現つ神として歌い奉る物は数多く存在する。柿本人麻呂は「大君は 神にしませば 天雲の 雷の上に 廬りせるかも」、「やすみしし 我が大君 高照らす 日の皇子 神ながら 神さびせすと 太敷かす…」と歌い、田辺福麻呂は「現つ神 我が大君の 天の下 八島の内に…」、山部赤人は「やすみしし 我が大君の 神ながら 高知らせる 印南野の…」、石上乙麻呂が土佐国に流罪となった際に家族は「大君の 命畏み さし並ぶ 国に出でます はしきやし 我が背の君を かけまくも ゆゆし畏し 住吉の 現人神 船舳に…」と歌っている。
その成立にあたって王政復古の形式をとった明治新政府は、大日本帝国憲法第3条において「天皇ハ神聖ニシテ侵スヘカラス」と定めるように、神格化された天皇を国民統合の精神的中核とする国家体制を形成した。一方で、国体明徴運動の時期においても、国産み神話なども含む記紀と地質学などとの齟齬に関しての大きな政治問題は発生しておらず、現人神概念は実証主義と切り離された観念論的な概念として扱われていた。この点は欧米におけるキリスト教根本主義の状況と対照的である。
第二次世界大戦敗戦後、天皇の「人間宣言」によって、公の場で「現人神」と言う呼称を用いられる事は無くなったが、現人神であることは否定していない。
右翼・保守派、宗教者の一部は、現在でも天皇を「現人神」として神聖視している者もいる。
なお、本来現人神とは必ずしも天皇に限られるものではない。古くは生き神信仰は全国各地にあったと考えられ、たとえば、祭祀を通して神霊と一体となった神官が現人神として敬われることもある。更には現在では神であるとされている一言主神は『日本書紀』で自ら、雄略天皇に対して「現人の神」であると名乗っている。
出雲大社の宮司である「出雲国造」を現人神として崇拝する風習も明治期頃までは顕著にみられた。今も新任の出雲国造が天皇に対して奏する出雲国造神賀詞は天皇に関して今も「明つ御神」という表現を用いる。また出雲国造が他界する事をカミサリと言う。
諏訪大社の神職である大祝もまた、諏訪明神の子孫であるとされ、現人神として神聖視された。

## 民俗学的側面からの概要
古代国家においては、王の権力の由来は神話によって説明されることが多く、結果として「王こそが神である」とする思想が生まれた。特に国家の規模が拡大する上で、王が神聖であれば、それを打ち倒して権力を収奪する行為は、神罰が当たる物として恐れられる事により、また人を使役する場合に於いては、理不尽な命令であっても、やはり逆らえば神罰が下るとしておけば、それに逆らう者が無くなるといった効果が期待できる。
特にこのような成立は国家という規模の発生に於いては普遍的なものであり、洋の東西を問わず似たような事例には事欠かない。よく知られた所では古代エジプトや古代ギリシア・インカ文明・西欧の王侯や貴族の制度・古代から近代までの日本に到るまで文化的な連続性が無いにもかかわらず、似たような経路による発展が見られる。ただし時代や地域によってその形態には差異があり、王は神の代理として擬似的な神性を帯びるというヨーロッパの神権政治や、日本の現人神としての天皇、古代国家における神の子としての王、皇帝などさまざまである。
これらの文明系では、王は死後に神に戻るとされ、その遺骸は恭しく埋葬され、また肉体は滅んでも精神（霊）は続くと考えられたため大規模な墳墓が残され盛大に祀られる傾向が見られる。

## 用例と概念の変遷
『万葉集』には柿本人麻呂の歌として「皇（すめろぎ）は神にしませば天雲（あまくも）の雷（いかづち）の上に廬（いほり）せすかも」とある。奈良朝頃の詔（宣命）では「現御神と……しろしめす」のように「と」が付いて「しろしめす」を修飾する用例が多い。近代では例えば「國體の本義」（1935年）において次のように用いられている。
天皇は、皇祖皇宗の御心のまにまに我が国を統治し給ふ現御神であらせられる。この現御神（明神）或は現人神と申し奉るのは、所謂（いわゆる）絶対神とか、全知全能の神とかいふが如き意味の神とは異なり、皇祖皇宗がその神裔であらせられる天皇に現れまし、天皇は皇祖皇宗と御一体であらせられ、永久に臣民・国土の生成発展の本源にましまし、限りなく尊く畏（かしこ）き御方であることを示すのである。—『國體の本義』文部省 編纂　内閣印刷局 p.23-4（国立国会図書館）
1941年に文部省が発行した修身の国定教科書（小学校二年生用）には、「日本ヨイ国、キヨイ国。世界ニ一ツノ神ノ国」「日本ヨイ国、強イ国。世界ニカガヤクエライ国」と書かれている。
なお陸軍中将であった石原莞爾は日蓮主義の見地から独特の終末論的な世界観を持っていたが、著書の『戦争史大観』（1941年）には「人類が心から現人神の信仰に悟入したところに、王道文明は初めてその真価を発揮する。」「更に端的に云えば、現人神たる天皇の御存在が世界統一の霊力である。しかも世界人類をしてこの信仰に達せしむる」としている。本書は用紙統制・出版統制が行われている中で検閲を通過して出版されている。
戦後においては正面から天皇が現人神と扱われることは稀であるが、天皇に関係する行事で天候が一時好転した際（昭和天皇の大喪の礼）などに修辞として「御稜威」（みいつ）と書かれる例などもある。

## 日本以外での現人神信仰
代表的な例として、ネパールのカトマンズでは特定の条件下で生まれた幼女を現人神（クマリ）として崇め神輿に乗せて練り歩くが、彼女が初潮を迎えると神としての力を失うと信じられている。1950年代のジャマイカで発祥したラスタファリ運動においてはエチオピア帝国皇帝ハイレ・セラシエ1世をその存命中からジャーと一体の存在とみなし、信仰の対象としている。チベット仏教はダライ・ラマを生き仏（即身成仏ではなく、文字通りの生きた人間が化身として仏陀と認定されている）として拝む。バヌアツ・タンナ島のヤオーナネン村ではカーゴ・カルトの一種としてエディンバラ公爵フィリップ王配が「山の精霊の青白い肌をした息子」であると信じ崇拝するフィリップ王配信仰が存在した。